# Дамата и работника
Дамата и работника (на испански: Dama y obrero) е испаноезична теленовела, римейк на чилийската теленовела от 2012 г. със същото име. Създадена е през 2013 г. от компания Телемундо в САЩ. Снимките са правени в Лос Анджелис, Бевърли Хилс, Малибу и Санта Моника. Главните роли са поверени на Ана Лайевска и Хосе Луис Ресендес, а основните злодеи в тази история са Фабиан Риос, София Лама и Фелисия Меркадо. Теленовелата се излъчва от 24 юни, 2013 г. по канал Телемундо, като замести теленовелата „Забранена страст“.

## История
Игнасия Сантамария (Ана Лайевска) е млад инженер и работи в голяма строителна фирма заедно с годеника си Томас Виямайор (Фабиан Риос). Двамата са заедно от дълго време и са напът да се оженят, но Игнасия не знае що за човек е бъдещия ѝ съпруг. В деня на сватбата двамата се скарват жестоко и тя решава да си даде време и избягва от града. Там се среща с Педро Перес (Хосе Луис Ресендес) и двамата прекарват прекрасен уикенд, а скоро разбират, че са влюбени един в друг. Игнасия се прибира у дома с чувство за вина от случилото се. Очаква я нов пост във фирмата като администратор на един от строежите и Томас, който е готов на всичко, за да получи прошката ѝ. Когато отива на строежа обаче, за нейна изненада се среща с Педро, който се оказва просто един беден работник. Въпреки всички различия между тях и предразсъдъците на обществото двамата откриват, че се обичат истински.

## Актьори
- Ана Лайевска (Ana Layevska) – Игнасия Сантамария
- Хосе Луис Ресендес (Jose Luis Resendez) – Педро Перес
- Фабиан Риос (Fabian Rios) – Томас Виямайор
- Фелисия Меркадо (Felicia Mercado) – Естела Сантамария
- София Лама (Sofia Lama) – Мирея Гомес
- Кристина Дикман (Christina Dieckmann) – Карина Куерво
- Леонардо Даниел (Leonardo Daniel) – Мариано Сантамария
- Диана Кихано (Diana Kijano) – Джина Перес
- Моника Санчес Наваро (Monica Sanchez Navarro) – Маргарита Перес
- Анджелин Монкайо (Angeline Moncayo) – Хема
- Шалим Ортис (Shalim Ortiz) – Хосе Мануел Кореал
- Тина Ромеро (Tina Romero) – Алфонсина
- Рикардо Далмачи (Ricardo Dalmacci) – Олегарио Оскуло Гомес
- Алекс Руис (Alex Ruiz) – Кристофер Мелкиадес Годинес „Нето“
- Каролина Аяла (Carolina Ayala) – Гуадалупе „Лупита“ Перес
- Лилиана Тапия (Liliana Tapia) – „Джина Перес“/Берта Суарес
- Оскар Приего (Oscar Priego) – Рубен Сантамария
- Кендра Сантакрус (Kendra Santacruz) – Исабел
- Роберто Плантиер (Roberto Plantier) – Габриел
- Росалинда Родригес (Rosalinda Rodriquez) – Петра
- Виктория дел Росал (Victoria del Rosal) – Кенди

## Награди и номинации
| Година | Награда                        | Категория            | Номинация          | Резултат  |
| ------ | ------------------------------ | -------------------- | ------------------ | --------- |
| 2013   | Premios People en Espanol 2013 | Най-добра теленовела | Дамата и работника | Номиниран |
| 2013   | Premios People en Espanol 2013 | Най-добра актриса    | Ана Лайевска       | Номиниран |